# Aratuba
Aratuba é um município do estado do Ceará, no Brasil. Faz parte do Polo Serra de Baturité.

## Topônimo
O topônimo Aratuba tem origem na língua tupi. Significa "ajuntamento de pássaros", através da junção dos termos gûyrá ("pássaro") e tyba ("ajuntamento").

## História
As terras nos arredores de Aratuba eram habitadas por índios de origem tupi-guarani, como os canindés.
Sua formação como núcleo urbano aconteceu lentamente a partir do século XVIII, com as catequeses dos jesuítas e com pessoas oriundas de Baturité e de outras regiões, notadamente do semiárido cearense, atraídos pelo clima e condições frutícolas.
Sua denominação original era Coité, depois Santos Dumont e, desde 1950, Aratuba.

## Geografia

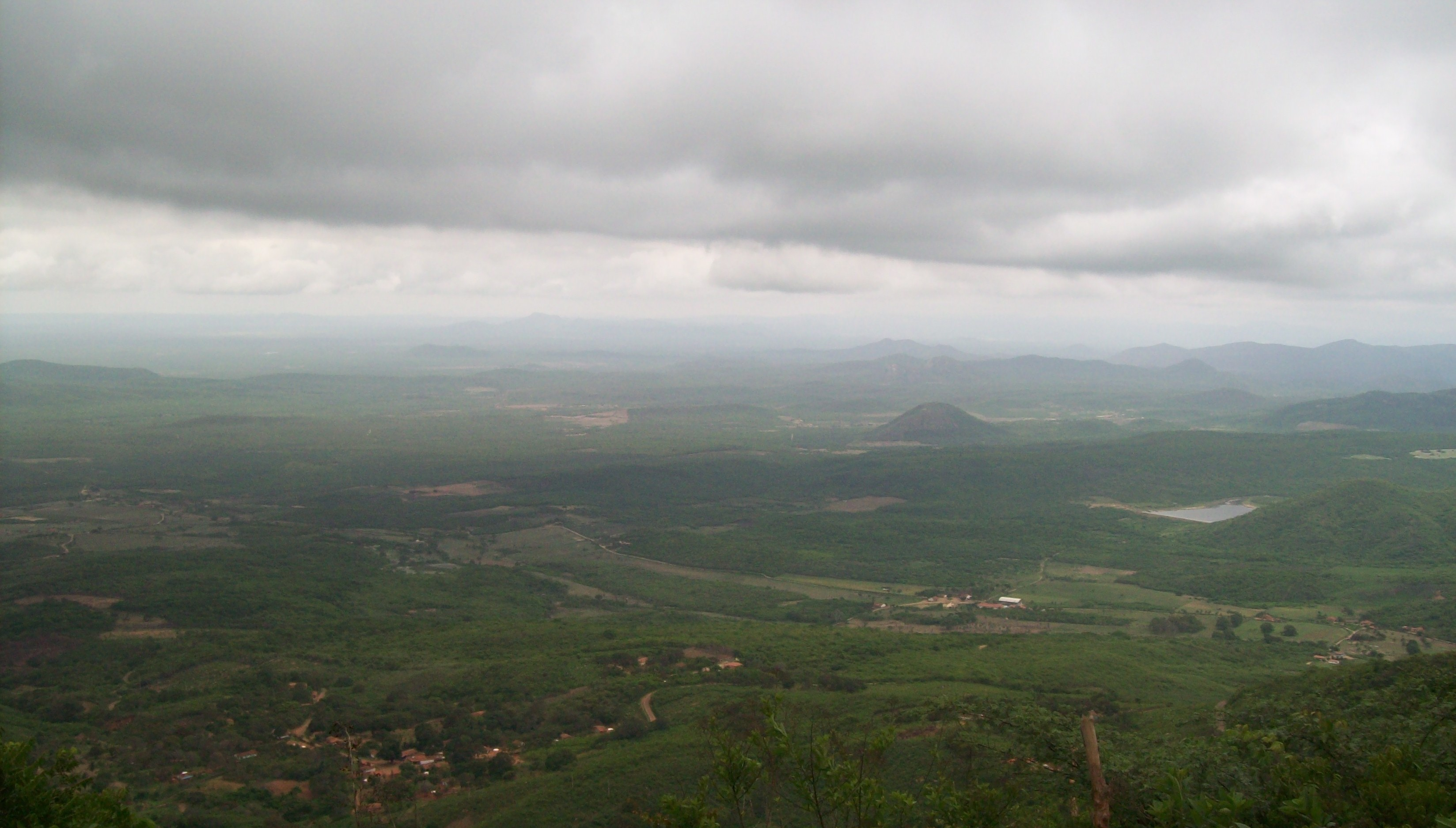
Vista do sertão a partir do município

### Clima
Tropical subquente subúmido na porção norte e tropical quente úmido no resto do território com chuvas concentradas de fevereiro a maio.

### Hidrografia e recursos hídricos
As fontes de água de Aratuba fazem parte das bacias Metropolitana e do Rio Curu, sendo as principais fontes os rios do Aracaju, dos Tavares, o Rio Putiú (afluente do Rio Aracoiaba) e o Rio Pesqueiro, que deságua no Açude Pesqueiro (com barragem em Capistrano), bem como riachos tais quais o dos Barros, Bom Jardim, do Cedro, Esterteal, Furna da Onça, da Lagoa Nova e Salgadinho.

### Relevo e solos
Aratuba localiza-se no Maciço de Baturité, a uma altura média de novecentos metros acima do nível do mar, possuindo o núcleo urbano mais alto do estado do Ceará (a sede do município localiza-se a 945 metros de altura). Possui relevo bastante acidentado, sendo a principal elevação o Serrote da Benedita.

### Vegetação
Vestígios de mata atlântica e caatinga arbustiva aberta e floresta caducifólia espinhosa.

### Subdivisão
O município tem dois distritos: Aratuba (sede) e Pai João. 

Fazem parte do distrito de Aratuba quatro regiões conhecidas como Sítios, sendo estes, Sítio Cantinho, Sítio Tope, Sítio Fernandes e Sítio Mundo Novo, além da Sede do município.

## Economia
- Agricultura: algodão, banana, arroz, cana-de-açúcar, milho, feijão, frutas e hortaliças.
- Pecuária: bovinos, suínos e avícola.
- Indústria: tem três indústrias, duas de produtos alimentares e uma de bebidas.

### Turismo
O ecoturismo é uma importante fonte de renda do município, devido às suas atrações naturais como a Reserva Ecológica de Aratuba e Reserva do Brejo.
Outra atração é a arquitetura da cidade, com as capelas do Tope e de Santa Rita, a Igreja Matriz São Francisco de Paula, a Casa de Cultura, a Casa Paroquial, o Engenho da Pindoba e a mansão da Família Pereira.

## Cultura
Os principais eventos culturais são:
- Festa do padroeiro São Francisco de Paula (22 de dezembro)
- Festa de Nossa Senhora da Conceição (15 de agosto)

## Política
A administração municipal localiza-se na sede, Aratuba.